# Jacob Salem
Jacob Salem est un musicien originaire du Burkina Faso. Il est promoteur du rock Mossi. 

## Biographie

### Enfance et début
Jacob Salem est né à Ouagadougou dans les années 1950. À l'âge de huit ans, son père l'emmène à la cour royale pour servir le Moogho Naaba Kougri, empereur des Mossis et y recevoir des enseignements traditionnels,. 
Il apprend les rudiments de la musique auprès des serviteurs du roi. Il se met au Kunde. Après un malaise, il est mis en congé par le roi pour se soigner.  Il quitte alors définitivement la cour royale. 

### Carrière
Jacob Salem se lance dans la musique en intégrant un orchestre. C'est dans ce groupe qu'il perfectionne son art et compose ses premières chansons et desquelles naissent le rock mossi, un genre propre qui lui est propre. Il compose depuis 1982. 
Il travaille à l'international avec Thierry Obadia et Bruno Milonance  et le groupe Yapa et Jeremy.

## Genre musical
Jacob Salem chante principalement en Moré, sa langue natale. Il invente et baptise son genre musical le rock Mossi, une fusion de Warba et Rock,. Un genre musical né de la fusion du Rock 'n' roll et du Warba. Un rythme musical du terroir mossi au Burkina Faso.

## Discographie
- 2018 : Nanluli[1]

## Distinctions
- 1999 : Grand prix de la chanson moderne  a SNC (Semaine National de la Culture) avec le groupe Yumba[5]

## Note et référence
1. 1 2  Julien Le Gros, « Musique : Jacob Salem, l'enfant de la cour royale », sur Le Point, 27 mars 2018 (consulté le 5 janvier 2023).
2. ↑  « Léman Bouge - Artistes », sur lemanbouge.com (consulté le 5 janvier 2023).
3. ↑  « PDF Doc Biographie des artistes :[PDF] Biographie de l'artiste musicien Jacob Salem Originaire », sur www.pdfprof.com (consulté le 5 janvier 2023)
4. ↑  « Jacob Salem & Somkieta | Le roi du rock Mossi », sur www.jacobsalemmusic.com (consulté le 4 janvier 2023)
5. 1 2  « Jacob Salem, », sur aOuaga.com (consulté le 5 janvier 2023).
6. ↑  « Le rock mossi de Jacob Salem & Somkieta », sur France Inter, 21 mai 2018 (consulté le 4 janvier 2023)
7. ↑  « Jacob Salem & Somkieta - Le Studio de l'Ermitage », sur www.studio-ermitage.com (consulté le 4 janvier 2023)
8. ↑  Revelyn, « « Nanluli », le « rock mossi » de Jacob Salem et André Courbat », sur Burkina24.com - Actualité du Burkina Faso 24h/24, 20 mars 2016 (consulté le 5 janvier 2023)
9. ↑  redacteur, « Danse warba : difficile perpétuation auprès de certains enfants », sur Studio Yafa - Information & Dialogue au Burkina Faso, 12 janvier 2021 (consulté le 5 janvier 2023)